# Liparis petricola
Liparis petricola är en orkidéart som först beskrevs av David Lloyd Jones och Bruce Gray, och fick sitt nu gällande namn av Bostock. Liparis petricola ingår i släktet gulyxnen, och familjen orkidéer.
Artens utbredningsområde är Queensland. Inga underarter finns listade i Catalogue of Life.